# Ravni (pod Potoškim Stolom)
Ravni (pod Potoškim Stolom) (Karavanke) so od podora v Potoškem Stolu nasut, zaraščen, valovit, bolj ravninski svet, ki je nekoliko nagnjen proti jugu. Leži pod Potoškim Stolom, pod Dolgim plazom, vzhodno od Potoške planine, vzhodno od vzhodnega roba Rjavih peči in melišč pod njimi, zahodno od skalnega roba Ksr (Kser), zahodno od starih opuščenih (Zoisovih, tudi prastarih (?)) rudišč Belščica, severozahodno od Valvasorjevega doma. Čez Ravni je speljana gozdna cesta, ki pa je ob spustu proti Valvasorjevemu domu, mimo rudišč Belščica, lahko tudi zelo slaba ali celo skoraj neprevozna. Ob tej cesti se začne steza na Stol, ki poteka čez Ksr ter čez melišči Monštranca in Sveča. To je bližnjica do steze na Stol (Valvasorjev dom – Prešernova koča). Bližnjica do te steze iz smeri Potoške planine pa je neuhojena, močno zaraščena in zato praktično skoraj neuporabna.